# Cantalice
Cantalice – miejscowość i gmina we Włoszech, w regionie Lacjum, w prowincji Rieti.
Według danych na rok 2004 gminę zamieszkiwały 2883 osoby, 77,9 os./km².